# Jesse Owens
James Cleveland Owens o Jesse Owens (12 de setembre de 1913 – 31 de març de 1980) va ser un atleta estatunidenc d'origen afroamericà especialment destacat pels seus èxits als Jocs Olímpics d'Estiu de 1936 a Berlín. Allà va assolir un reconeixement internacional en aconseguir quatre medalles d'or en els 100 metres llisos, 200 metres llisos, salt de llargada i com a membre de l'equip de relleus 4x100 metres.

## Biografia

### Primers anys
Jesse va néixer a Oakville, Alabama (EUA), i es va traslladar a Cleveland, Ohio, quan tenia nou anys. Va ser el setè dels onze fills de Henry i Emma Owens, grangers; el seu avi havia sigut esclau. Va rebre el sobrenom de "Jesse" d'un professor de Cleveland, que no podia entendre el seu accent quan el jove Owens va dir que s'anomenava "J. C.".
Owens sempre va atribuir la seva reeixida carrera dins l'atletisme a l'estímul de Charles Riley, el seu entrenador quan estudiava a l'institut Fairview Junior High, que va ser qui el va introduir dins l'atletisme. Riley, junt amb Harrison Dillard, un atleta de Cleveland, van ser les referències del jove Owens. Quan acabava la jornada escolar Jesse treballava arreglant sabates; per això, Riley va deixar que Jesse entrenés abans de les classes, en comptes de fer-ho dins l'horari habitual dels entrenaments.
El 1933, Owens va començar a destacar a nivell nacional quan, com a estudiant de l'institut East Technical High School de Cleveland participà en el National High School Championship i fer un salt de 7,56 metres en salt de llargada, i igualà el rècord del món dels 100 metres llisos amb una marca de 10,4 segons.

### NCAA
Amb aquestes grans marques moltes universitats van voler fitxar-lo, però finalment Owens escullí la Universitat Estatal d'Ohio i només després que li haguessin promès treball per a ell i el seu pare, assegurant-se l'estabilitat econòmica de la seva família. Durant aquesta època, en la qual rep el sobrenom afectuós de "Buckeye Bullet", aconsegueix el rècord de vuit campionats de l'NCAA (National Collegiate Athletic Association): quatre el 1935 i uns altres quatre el 1936. El rècord d'aconseguir quatre medalles d'or en un mateix any a la NCAA només ha estat igualat per Xavier Carter, el 2006, però els seus títols incloïen les medalles de les carreres per relleus.
La major gesta d'Owens es produeix en un lapse de 45 minuts el 25 de maig de 1935, durant la Big Ten Conference a Ann Arbor, a Michigan, on va establir quatre rècords mundials. Igualà el rècord mundial dels 100 iardes (91 metres en 9,4 segons) i superà els rècords mundials de salt de llargada (8,13 metres, un rècord que va durar 25 anys), 220 iardes (201 metres) llises (20,3 segons) i 220 iardes tanques (22,6 segons, convertint-se en la primera persona a baixar dels 23 segons). Aquesta increïble gesta, és considerada una de les més grans proeses de l'atletisme de tots els temps. A partir d'aquell dia, se'l comença a conèixer amb el sobrenom de l'"Antílop de Banús".

### Els Jocs Olímpics de Berlín de 1936

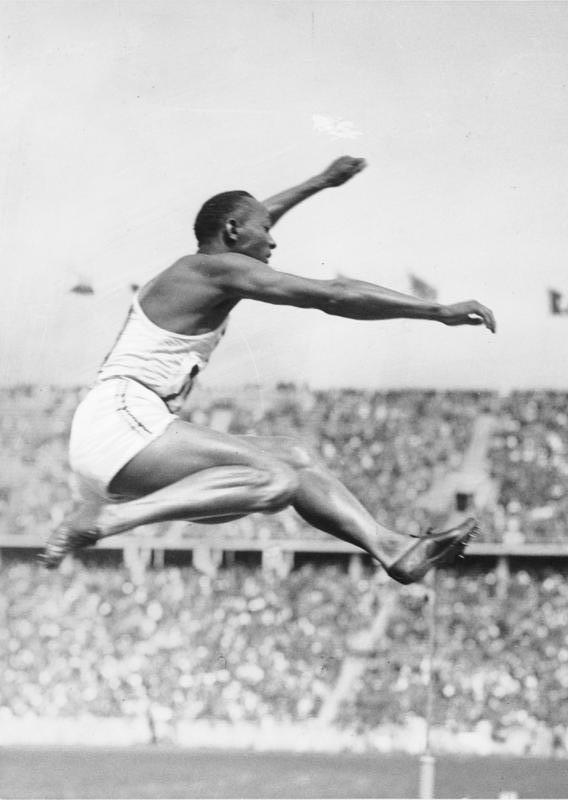
Owens en el salt de llargada, als Jocs Olímpics de Berlín (1936).

El 1936, Owens viatja a Berlín, Alemanya, per participar amb l'equip dels Estats Units en els Jocs Olímpics. Adolf Hitler volia utilitzar aquests jocs per mostrar al món la gran Alemanya nazi. Hitler i altres membres del govern tenien grans esperances en què els atletes alemanys dominessin els jocs amb les seves victòries. La propaganda nazi promovia el concepte de la superioritat de la raça ària i considerava els individus d'origen africà com a éssers inferiors; els anomenaven bastards de Renània.
Owens causà una gran commoció en guanyar quatre medalles d'or: 
- el 3 d'agost als 100 metres llisos derrotant Ralph Metcalfe;
- el 4 d'agost en salt de llargada,(8,03m)després d'uns amables i útils consells del seu rival alemany Luz Long;
- el 5 d'agost als 200 metres llisos;
- el 9 d'agost, aconsegueix la seva quarta medalla amb l'equip de relleus 4x100 metres.

Aquesta marca de quatre medalles d'or en unes olimpíades no va ser igualada fins al 1984 amb les victòries de Carl Lewis.
El primer dia, Hitler només va aplaudir amb les victòries d'Alemanya, i hi ha qui afirma que es va negar a donar la mà a Cornelius Johnson, que era afroamericà, encara que segons el portaveu de Hitler, aquest va sortir de l'estadi abans del previst. Els directius del Comitè Olímpic Internacional pressionaren Hitler perquè aplaudís a tots els medallistes o no ho fes amb cap. Hitler optà per la segona opció i no presencià les següents imposicions de medalles.
Owens, en la seva autobiografia, conta com posteriorment Hitler el va saludar:
| «                                           | Quan vaig passar, el Canceller es va aixecar, em va saludar amb la mà i jo li vaig tornar el gest. Penso que els reporters van tenir mal gust en criticar l'home del moment a Alemanya. | » |
| — Jesse Owens. The Jesse Owens Story, 1970. | |   |

Owens va ser aclamat per 110.000 persones a l'Estadi Olímpic de Berlín i, posteriorment, molts berlinesos li demanaven autògrafs quan el veien pel carrer. Durant la seva estada a Alemanya estava exclòs del dret a la ciutadania d'acord amb la Llei de Ciutadania del Reich del 15 de setembre de 1935. Tanmateix, a Owens se li va permetre viatjar i allotjar-se en el mateix hotel que els blancs, cosa que en aquell moment no deixava de ser una ironia, ja que els afroamericans dels EUA no tenien igualtat de drets.

### El retorn a "casa"
De retorn a Alemanya, i després d'una estada en la borsa de Nova York en honor seu, Owens recuperà el seu treball de grum a l'hotel Waldorf-Astoria. Més tard explicaria:
| « | Quan vaig tornar al meu país natal, després de totes les històries sobre Hitler, no vaig poder viatjar a la part davantera de l'autobús. Vaig tornar a la porta del darrere. No podia viure on volia. No vaig ser convidat a estrènyer la mà de Hitler, però tampoc no vaig ser convidat a la Casa Blanca a una encaixada de mans amb el President. | » |

El llavors president, Franklin Delano Roosevelt, va refusar de rebre Owens a la Casa Blanca. Roosevelt es trobava en plena campanya de reelecció i temia les reaccions dels estats del Sud, clarament segregacionistes, en cas de retre-li honors a Owens. Aquest va comentar més tard que Roosevelt el va tractar amb brusquedat.
Més endavant va tenir moltes dificultats i va passar a ser un promotor de l'esport, essencialment un animador d'espectacles. La seva autopromoció va acabar eventualment convertint-lo en relacions públiques a Chicago, incloent una llarga temporada com a discjòquei de música jazz. El 1968, Owens rebé algunes crítiques per donar suport als turbulents aldarulls racials que van succeir durant els Jocs Olímpics de Mèxic d'aquell any.
Owens, fumador d'un paquet de tabac diari durant 35 anys, morí d'un càncer de pulmó el 31 de març de 1980, als 66 anys, a Tucson, Arizona. Està enterrat al cementiri d'Oak Woods, a Chicago.

## Assoliments esportius
Fonts:

### Escola secundària Fairmount[a]
Trobada anual del Cleveland Athletic Club a l'interior del Cleveland Public Hall
- 3× Campió de salt d'alçada (1928–1930)
- Campió de 40 iardes amb tanques baixes (1929)
- Campió de la cursa de 40 iardes (1929)

### Escola Tècnica Superior de l'Est[b]
Relleus interescolars de Mansfield
- 2× Campió de salt de longitud (1932, 1933)
- Campió de 100 iardes llises (rècord de l'educació secundària empatat el 1933)
- Campió de la cursa de 220 iardes (1933)
- Campió de relleus 4 × 220 iardes (1933)

Trobada intraescolar a Cleveland (3 de juny de 1933)
- Campió dels 100 metres
- Campió dels 200 metres
- Campió de salt de longitud (rècord de l'escola secundària)[14]
- Campió de relleus 4 × 220 iardes

Campionats estatals de l'OHSAA
- 2× Campions estatals – East Technical HS (1932, 1933)
- 3× Campió de salt de longitud (rècord de l'escola secundària de 1931–1933)[15]
- 2× campió dels 100 iardes llisos (1932, 1933)
- 2× campió de les 220 iardes llises (rècord de l'escola secundària de 1932 i 1933)[16]
- 2 campions de relleus de 4 × 220 iardes (1932, 1933)

Campionats Nacionals de Batxillerat  (17 de juny de 1933)
- Campions Nacionals – East Technical HS
- Campió de 100 iardes (empat a WR)
- Campió de la cursa de 220 iardes (rècord de l'escola secundària)
- Campió de salt de longitud

Fira Estatal d'Ohio (31 d'agost de 1933)
- Campió de 100 iardes llises

### Universitat – Universitat Estatal d'Ohio[e]
Relleus interiors de Virgínia Occidental (10 de febrer de 1934)
- Campió dels 60 metres (empat a WR)

Partit de dobles estudiants de primer any contra Indiana (20 de febrer de 1934)
- Campió de la cursa de 60 iardes
- Campió de salt de longitud

Partit de dobles estudiants de primer any contra Michigan (26 de febrer de 1934)
- Campió de la cursa de 60 iardes (empat a WR)
- Campió de salt de longitud

Partit de dobles estudiants de primer any contra Chicago (3 de març de 1934)
- Campió de la cursa de 60 iardes
- Campió de salt de longitud

Reunió de l'AAU a Cleveland (24 de març de 1934)
Trobada interior de la AAU de la ciutat de Cincinnati (31 de març de 1934)
- Campió de la cursa de 50 iardes (empat a WR)
- Campió de salt de longitud

Partit de primer any contra Purdue (4 de maig de 1934)
- Campió de la cursa de 100 iardes[g]
- Campió de la cursa de 220 iardes
- Campió de salt de longitud

Partit de dobles estudiants de primer any contra Michigan (11 de maig de 1934)
- Campió de 100 iardes llises
- Campió de la cursa de 220 iardes
- Campió de salt de longitud

Trobada anual intramural (22 de maig de 1934)
- Campió de 100 iardes llises
- Campió de la cursa de 220 iardes
- Campió de salt de longitud

Campionats de primer any de la Big Ten (26 de maig de 1934)
- Campió de 100 iardes llises
- Campió de la cursa de 220 iardes
- Campió de salt de longitud

Jocs de Millrose (2 de febrer de 1935)
- Campió de la cursa de 60 iardes

Trobada doble contra Indiana (9 de febrer de 1935)
- Campió de la cursa de 60 iardes
- Campió de salt de longitud

Dual Meet vs. Illinois (15 de febrer de 1935)
- Campió de la cursa de 60 iardes
- Campió de 70 iardes amb tanques
- Campió de 75 iardes amb tanques baixes
- Campió de salt de longitud

Trobada doble contra Michigan (2 de març de 1935)
- Campió de 65 iardes amb tanques baixes

Relleus de St. Louis (5 d'abril de 1935)
- Campió de les 50 iardes (empat a WR)[37]

Relleus de Drake (26 d'abril de 1935)
- Campió de 100 iardes llises[40]
- Long jump champion (NR)[41][42]

Trobada doble contra Notre Dame (4 de maig de 1935)
- Campió de 100 iardes llises
- Campió de la cursa de 220 iardes
- Campió de salt de longitud

Dual Meet vs. Michigan (11 de maig de 1935)
- Campió de 100 iardes llises
- Campió de la cursa de 220 iardes
- Campió dels 220 iardes tanques baixes
- Campió de salt de longitud

Trobada de quatre equips contra Wisconsin, Northwestern i Chicago (18 de maig de 1935)
- Campió de 100 iardes (empat a WR)
- Campió de la cursa de 220 iardes
- Campió de 220 iardes amb tanques baixes (WR)[46]
- Campió de salt de longitud

Trobada dual contra USC (15 de juny de 1935)
- Campió de 100 iardes llises
- Campió de la cursa de 220 iardes
- Campió dels 220 iardes tanques baixes
- Campió de salt de longitud

Relés interiors Butler
- 2× campió de les 60 iardes (1935 WR, 1936)
- 2× Campió de 60 iardes amb tanques baixes (1935, 1936)
- Campió de salt de longitud (1936)

Penn Relays (25 d'abril de 1936)
- Campió dels 100 metres
- Campió de salt de longitud
- Campió de relleus estils sprint

Trobada doble contra Michigan (2 de maig de 1936)
- Campió de 100 iardes (empat al # WR)
- Campió de la cursa de 220 iardes
- Campió dels 220 iardes tanques baixes
- Campió de salt de longitud

Tri-Meet contra Notre Dame i Michigan State (9 de maig de 1936)
- Campió de 100 iardes llises
- Campió de la cursa de 220 iardes
- Campió dels 220 iardes tanques baixes
- Campió de salt de longitud

Trobada doble contra Wisconsin (16 de maig de 1936)
- Campió de 100 iardes llises (# WR)
- Campió de la cursa de 220 iardes
- Campió dels 220 iardes tanques baixes
- Campió de salt de longitud

Trobada dual contra USC (13 de juny de 1936)
- Campió de 100 iardes (empat a WR)
- Campió de la cursa de 220 iardes
- Campió dels 220 iardes tanques baixes
- Campió de salt de longitud

Campionats de la Conferència Interuniversitària Central (1935, 1936)
- Campions de la Conferència Interuniversitària Central – Universitat Estatal d'Ohio (1935)
- 2× campió dels 100 iardes llisos (1935, 1936)
- 2× campió de la cursa de 220 iardes (1935, 1936)
- 2× Campió de salt de longitud (1935, 1936)

Campionat de pista coberta Big Ten (9 de març de 1935)
- Campió de la cursa de 60 iardes (WR de 1935)[59]

Campionats a l'aire lliure de la Big Ten
- 2× Campió de salt de longitud (1935 WR, 1936)
- 2× campió dels 100 iardes llises (1935 empatat amb WR, 1936)
- 2× Campió de les 220 iardes llises (1935 WR, 1936)
- 2× Campió de 220 iardes amb tanques baixes (WR 1935, 1936)

Campionats de la NCAA
- 2× Campió de salt de longitud (1935, 1936)
- Campió dels 100 iardes llisos (1935)
- Campió dels 100 metres (WR de 1936)
- 2× Campió dels 220 iardes amb tanques baixes (1935, 1936)
- Campió dels 220 iardes llisos ( 1935)
- Campió dels 200 metres (1936)

### Campionats d'atletisme dels EUA
Campionats d'atletisme a l'aire lliure dels EUA
- Medalla de plata dels 100 metres (1934)
- Medalla de bronze en 2× 100 metres (1933, 1935)[64]
- Medalla de plata en salt de longitud (1935)[64]
- Medalla d'or dels 100 metres (1936)
- 3× Medalla d'or en salt de longitud (1933, 1934, 1936)

Campionats dels EUA d'atletisme en pista coberta
- Medalla de plata dels 60 metres (WR 1935, eliminatòria de semifinals)[65][66]
- 2× Medalla d'or en salt de longitud (WR 1934, WR 1935)[67][68]

### Jocs Olímpics de 1936
Proves olímpiques
- Campió dels 100 metres
- Campió dels 200 metres (WR)
- Campió de salt de longitud

Jocs Olímpics
- Medalla d'or dels 100 metres (OR)
- Medalla d'or dels 200 metres (WR)
- Medalla d'or en salt de longitud (OR)
- Medalla d'or en relleus de 4 × 100 metres (WR)

### Rècords mundials
Fonts:
Cursa de 50 iardes
- 1933: 5,2 segons[j][25][73]
  - 19 de febrer de 1939: Trencat per Henry Norwood Ewell en 5,1 segons

Cursa de 60 iardes (interior)
- 23 de març de 1935: 6,09 segons[k][l]
  - 28 de febrer de 1959: Trencat per Herb Carper en 6 segons precisos[76]

60 metres llisos (interior)
- 23 de febrer de 1935: 6,6 segons[m]
  - 12 de març de 1955: Trencat per Heinz Fütterer en 6,5 segons

Cursa de 100 iardes
- 17 de juny de 1933: WR empatat en 9,4 segons[n][o]
  - 15 de maig de 1948: Trencat per Melvin E. Patton en 9,3 segons

100 metres llisos
- 20 de juny de 1936: 10,2 segons[79]
  - 3 d'agost de 1956: Trencat per Willie Williams en 10,1 segons[79]

Cursa de 220 iardes
- 25 de maig de 1935: 20,3 segons[p]
  - 7 de maig de 1949: Trencat per Melvin E. Patton en 20,2 segons

200 metres llisos (corba)
- 5 d'agost de 1936: 20,7 segons[q]
  - 26 de maig de 1951: Trencat per Andy Stanfield en 20,6 segons

220 iardes amb tanques baixes
- 25 de maig de 1935: 22,6 segons[r][s]
  - 8 de juny de 1940: Trencat per Fred Wolcott en 22,5 segons

Salt de longitud
- 25 de maig de 1935: 26 peus 8¼ polzades o 8,13 metres
  - 12 d'agost de 1960: Va ser trencat per Ralph Boston amb un salt de 26 peus 11¼ polzades o 8,21 metres

Salt de longitud (pista coberta)
- 23 de febrer de 1935: 25 peus i 9 polzades o 7,85 metres[t]
  - 20 de febrer de 1960: Irvin Roberson el va trencar amb un salt de 25 peus i 9,5 polzades o 7,86 metres.

Relleus de 4 × 100 metres
- 9 d'agost de 1936: 39,8 segons juntament amb Ralph Metcalfe, Foy Draper i Frank Wykoff[u]
  - 1 de desembre de 1956: Trencat per Ira Murchison, Leamon King, Thane Baker i Bobby Morrow en 39,5 segons

### Rècords mundials no estàndard
Font:
Cursa de 90 iardes
- Establert per Charles Paddock el 1921 amb un temps de 8,8 segons
- Trencat per Jesse Owens el 4 de maig de 1934 amb un temps de 8,6 segons

Cursa de 100 iardes (15 iardes d'avantatge a la sortida)
- Establert per Frank Wykoff el 1930 amb un temps de 8,7 segons[80]
- Desmuntat per Jesse Owens el 23 d'abril de 1935 en 8,6 segons[v][80]

Cursa de 120 iardes
- Establert per Howard Drew el 1914 amb un temps d'11,6 segons
- Trencat per Jesse Owens el 4 de maig de 1934 amb un temps d'11,5 segons

## Homenatges i distincions
El 1976, Jesse Owens va ser premiat pel president Gerald Ford amb la Medalla Presidencial de la Llibertat dels EUA. El 28 de març de 1990, a títol pòstum, va rebre la Medalla d'Or del Congrés de mans del president George H. W. Bush.
El 1984, un carrer de Berlín va ser rebatejat amb el seu nom, igual com una escola secundària al districte de Lichtenberg.
1. ↑  He set junior high school records in the 100 metres in 10.6 seconds, the 75-yard dash in 7.4 seconds, the 220-yard dash in 21.4 seconds, the high jump at 6 feet flat, and the long jump with 22 feet 11¾ inches.
2. ↑  In his high school career, Owens finished first in 75 of the 79 competitions he entered. He established a world record in the 50-yard dash and his 9.4 second 100-yard dash equaled the world record and set a national high school record that stood until 1967. He also set national high school records in the 220-yard dash at 20.7 seconds, which lasted 25 years, and the long jump at 24 feet 11¼ inches, which stood for 16 years.[12]
3. ↑  Set state records in the long jump and 4 × 220-yard relays in 1932; In 1933, he set state records in all four events he competed in, the only athlete to ever set four state records in a single state track meet.
4. ↑  Broke the national high school records in the 100-yard dash and long jump; Set a meet record in the semi-final heat of the 4 × 220-yard relay.
5. ↑  Owens competed in and won all 42 events in 1936.
6. ↑  Broke the AAU record and equaled his own world record.
7. ↑  Time was taken from his 120-yard dash; Set the world records at 90 yards and 120 yards.
8. ↑  Equaled the freshman record in the 100-yard dash and broke the freshman records in the 220-yard dash and long jump.
9. ↑  Broke five world records and tied another at the 1935 Championships (Long jump, 100-yard dash, 200 metres, 220-yard dash, 200m low hurdles, and 220 yard low hurdles).
10. ↑  Subsequently tied his own world record on two separate occasions on March 24 and 31, 1934.
11. ↑  According to his coach Larry Snyder, in preparation for the 1936 Big Ten Championships, Owens ran two 60-yard dashes in six seconds flat.[74]
12. ↑  Previously tied the world record on February 26, 1934 in 6.2 seconds and broke the world record on March 9, 1935 in 6.1 seconds.[75]
13. ↑  Previously tied the world record on February 10, 1934 in 6.8 seconds.
14. ↑  Tied the world record a total of seven times throughout his career. Chicago June 17, 1933; Columbus May 19, 1934;[77] Evanston May 18, 1935; Ann Arbor May 25, 1935; Columbus May 2, 1936; Columbus June 13, 1936; Chicago June 20, 1936 (official time taken during 100m race); Unofficially broke the world record at Wisconsin May 16, 1936 with a wind assisted time of 9.3 seconds.
15. ↑  At the 1935 Big Ten Championships on May 25, 1935, more than half the official timers actually clocked Owens at 9.3 seconds, making his actual time approximately 9.35 seconds, but the rules of the day stipulated that each runner got attributed the slowest time recorded.[78] The timers also may have heeded the head official's admonition to "watch for the back foot. See it cross the finish line, and then press the old forefinger."
16. ↑  Also broke the world record for the 200 metres (straight).
17. ↑  Previously broke the world record on July 12, 1936 with a time of 21 seconds flat.
18. ↑  Also broke the world record for the 200 metres hurdles; Chief timer Phil Diamond was distracted just as the gun fired and notified the number 4 timer that he was one of the 3 official timers. The number 4 timer got 22.6 seconds, but the originally selected two timers timed Owens in 22.4 seconds. The time should have been 22.4, but Diamond refused to certify anything faster than a 22.6 "because it was a world-record application blank".
19. ↑  Previously broke the world record on May 18, 1935 with a time of 22.9 seconds.
20. ↑  Also broke the world record at the same event with a leap of 25 ft 7 7⁄8 in (7.820 m); Previously broke the world record on February 24, 1934 with a leap of 25 ft 3 1⁄4 in (7.703 m).
21. ↑  Also broke the world record the day before on August 8 with a relay time of 40 seconds flat.
22. ↑  One of the 3 official timers clocked him in 8.4 seconds.